# Burgwedel
Burgwedel is een gemeente in de Duitse deelstaat Nedersaksen, en maakt deel uit van de Region Hannover.
Burgwedel telt 20.229 inwoners.

## Indeling van de gemeente
De gemeente bestaat uit zeven stadsdelen (Stadtteile):
- Engensen – inclusief Lahberg (ca. 1.440 inwoners)
- Fuhrberg (ca. 2.127 inwoners)
- Großburgwedel (zetel van het gemeentebestuur; ca. 9.594 inwoners)
- Kleinburgwedel – inclusief Mühlenberg, en de nederzettingen Heidewinkel, Wietze en Würmsee (ca. 2.492 inwoners)
- Oldhorst (ca. 115 inwoners)
- Thönse (ca. 1.548 inwoners)
- Wettmar – inclusief de nederzettingen Texas en Wulfshorst (ca. 3.507 inwoners)

### Wapensvan de stadsdelen

Großburgwedel
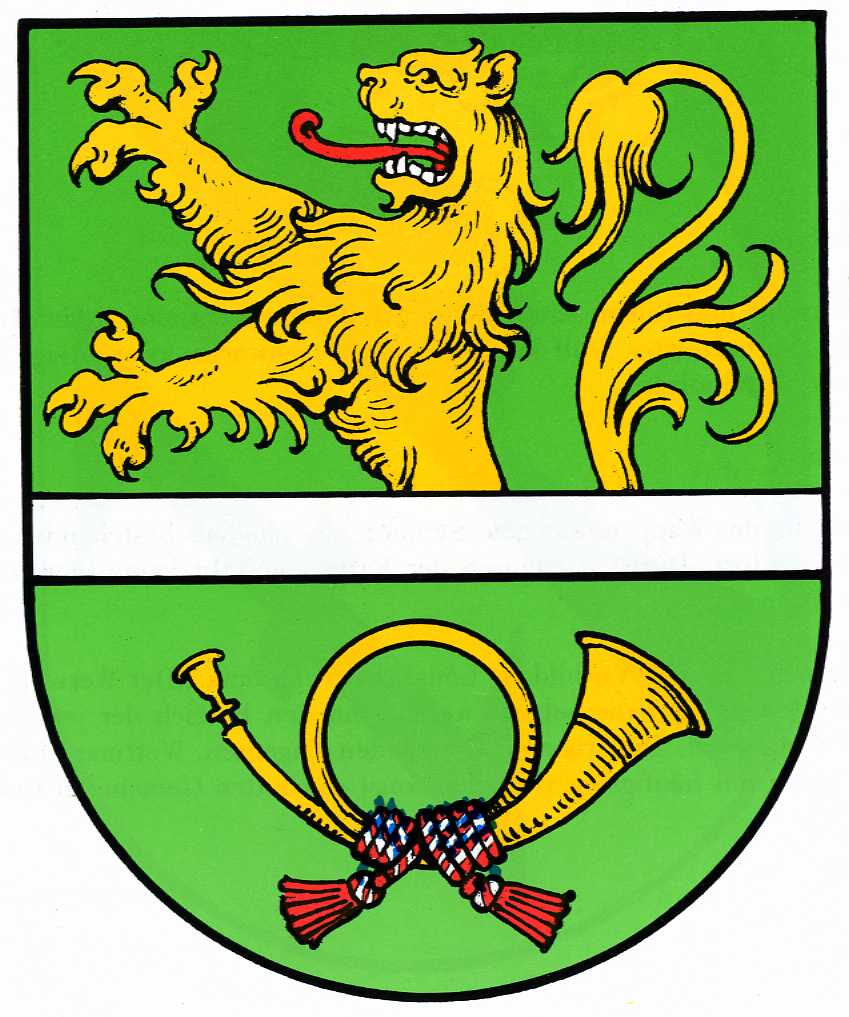
Engensen
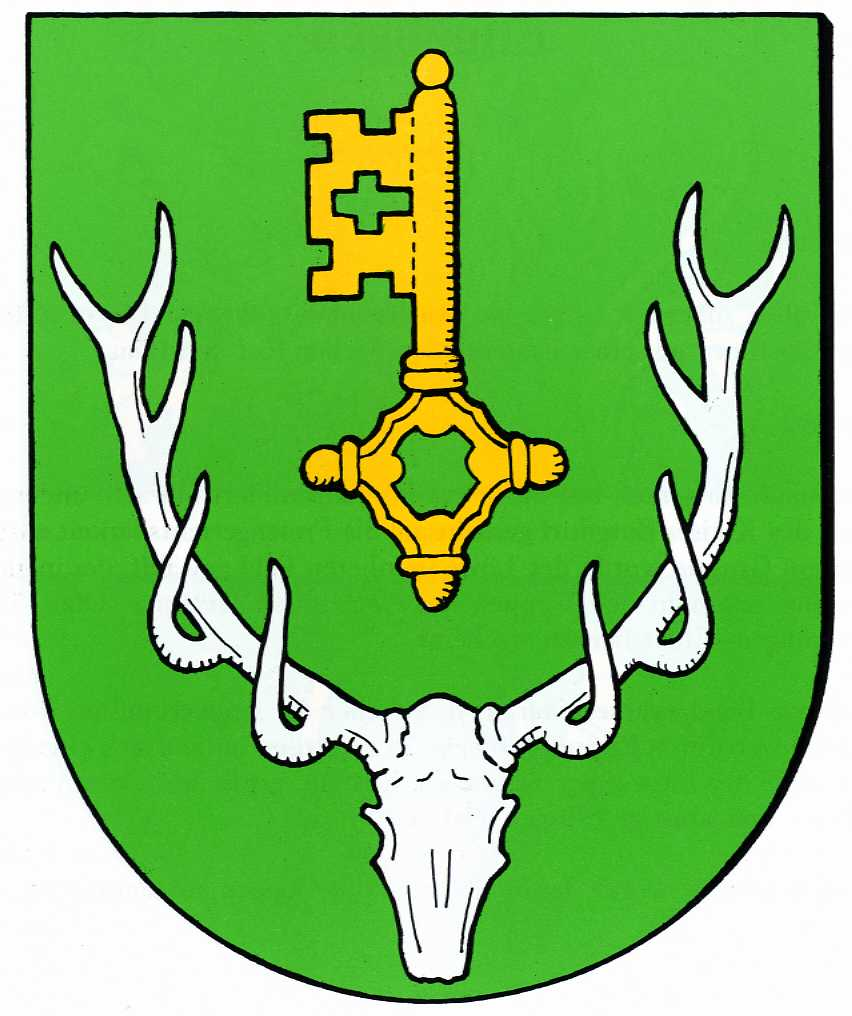
Fuhrberg
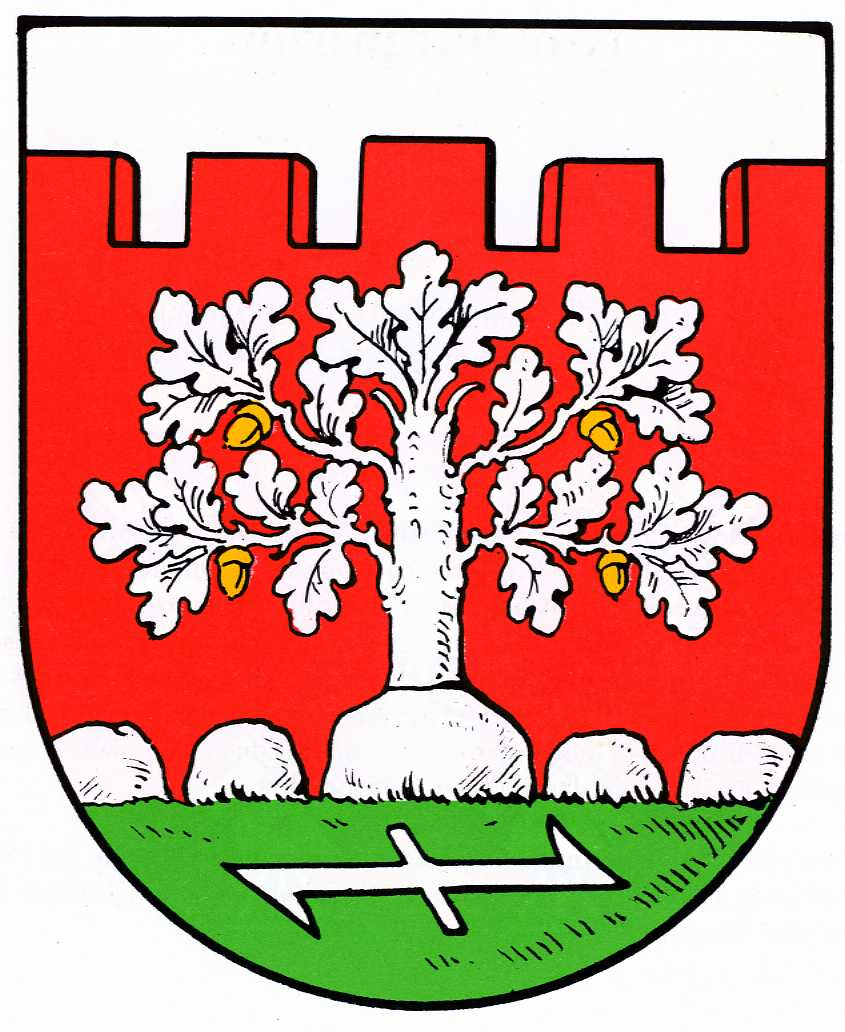
Kleinburgwedel
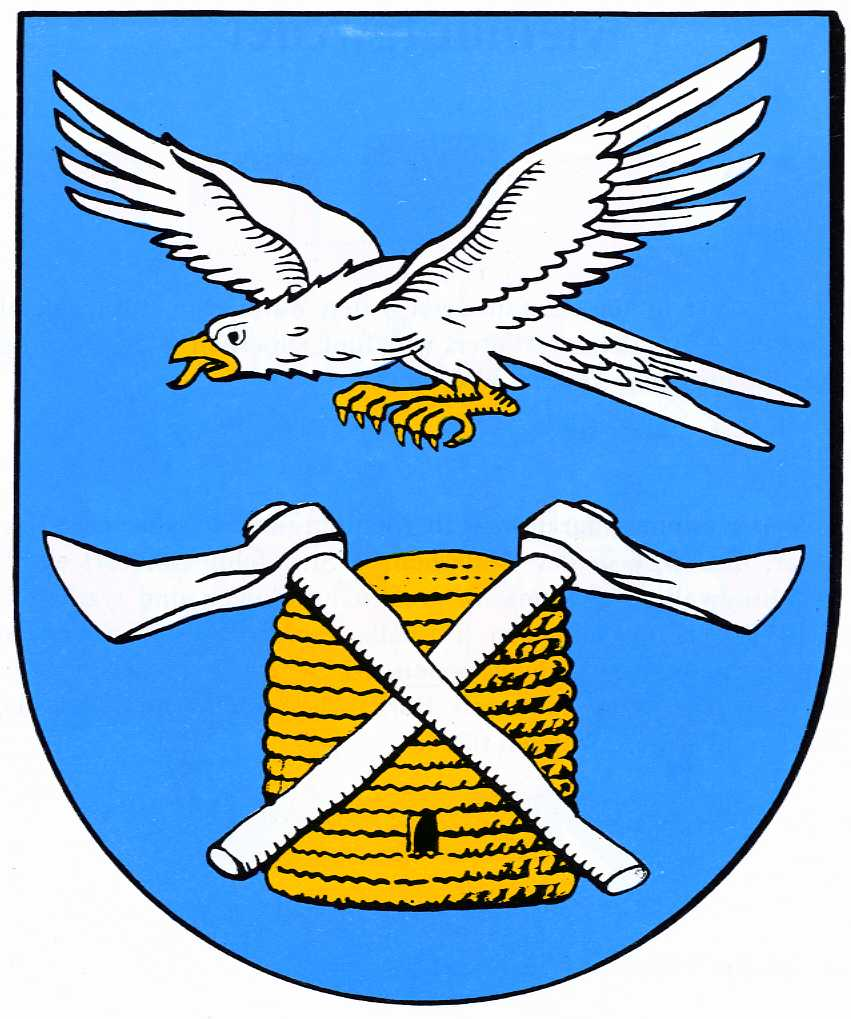
Oldhorst
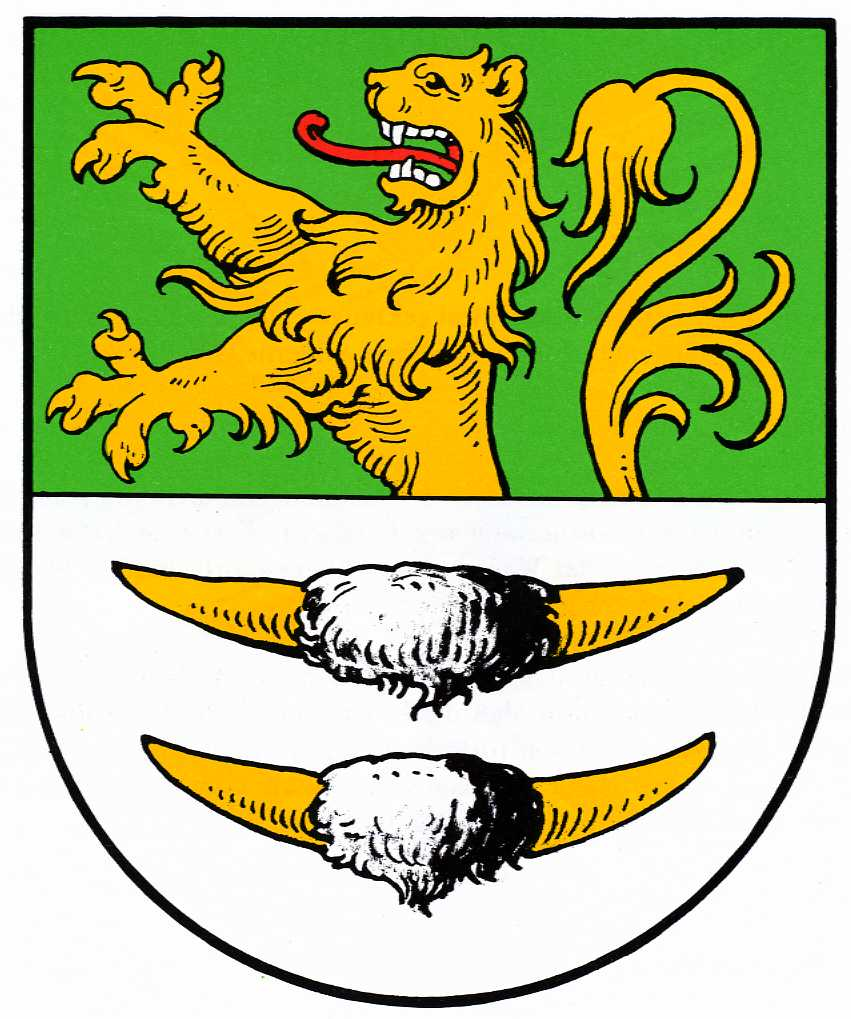
Thönse
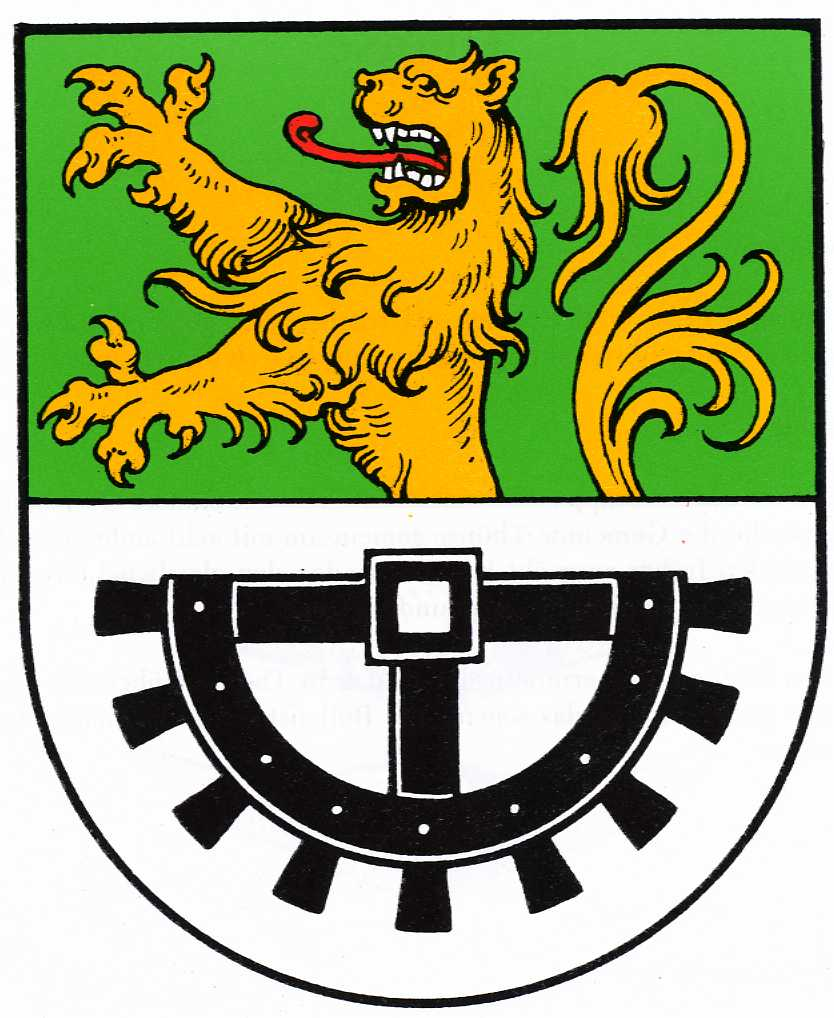
Wettmar

Het wapen van de gehele stadsgemeente is voorzien van een wolfsangel. Dit herinnert aan de roman Der Wehrwolf van Hermann Löns, waarvan het verhaal zich in de omgeving van Burgwedel afspeelt.

## Ligging, verkeer, vervoer
De gemeente Burgwedel ligt ten zuiden van een groot bosgebied met de naam Wietzenbruch en ten zuidoosten van nog enige andere bos- en hoogveengebieden.

### Buurgemeentes
- in het westen: Wedemark
- in het zuiden en zuidwesten: Isernhagen; direct ten zuidwesten van deze plaats liggen Langenhagen en de stad Hannover.
- in het oosten: Burgdorf (Hannover)
- in het noordoosten: Celle
- in het noorden: Wietze en Hambühren in de Landkreis Celle

### Wegverkeer
De Autobahn A7, van Hamburg naar Hannover, loopt door het westelijk deel van de gemeente. Tussen Ortsteil Großburgwedel en buurgemeente Isernhagen bevindt zich afrit 54 van deze Autobahn. 

### Openbaar vervoer
Aan de spoorlijn Hannover - Celle ligt binnen de gemeente Station Großburgwedel. Het ligt direct ten noordoosten van Kleinburgwedel en ca. anderhalve kilometer ten noorden van het centrum van Großburgwedel.

### Vliegverkeer
De luchthaven van Hannover, Flughafen Hannover-Langenhagen, ligt circa 12 km ten zuidwesten van Burgwedel.

## Economie
Te Großburgwedel bevindt zich de hoofdvestiging van de drogisterijketen Rossmann. Het stadje heeft daarnaast op een groot bedrijventerrein nog enige kantoren of logistieke centra van andere grote Duitse bedrijven. Daarvan is het belangrijkste de ook in het buitenland opererende firma Kind (gehoorapparaten). Daarnaast zijn er bedrijven op het gebied van diergeneesmiddelen, cosmetica en orthopedische hulpmiddelen gevestigd.
Vanwege het natuurschoon kent de gemeente ook enig toerisme. 
De nabijheid van de grote stad Hannover maakte, dat Burgwedel ook een woonplaats voor in die stad werkende of studerende woonforensen is geworden.

## Geschiedenis
In de omgeving van Wettmar zijn sporen van bewoning uit de Jonge Steentijd gevonden.
De gemeente bestaat uit een aantal in de middeleeuwen rond kerkjes ontstane dorpen. Burgwedel werd in 1324 voor het eerst in een document genoemd.
Burgwedel (1828) en Wettmar (1851) werden enige malen door grote, rampzalige branden verwoest.
Aan Burgwedel werd in het jaar 2003 het recht toegekend, zich stad te noemen.

## Bezienswaardigheden
- De Sint-Petruskerk te Großburgwedel
- De gemeente bezit veel natuurschoon, waaronder bossen en hoogveenreservaten,  en er zijn goede mogelijkheden voor wandel- en fietstochten.

## Afbeeldingen

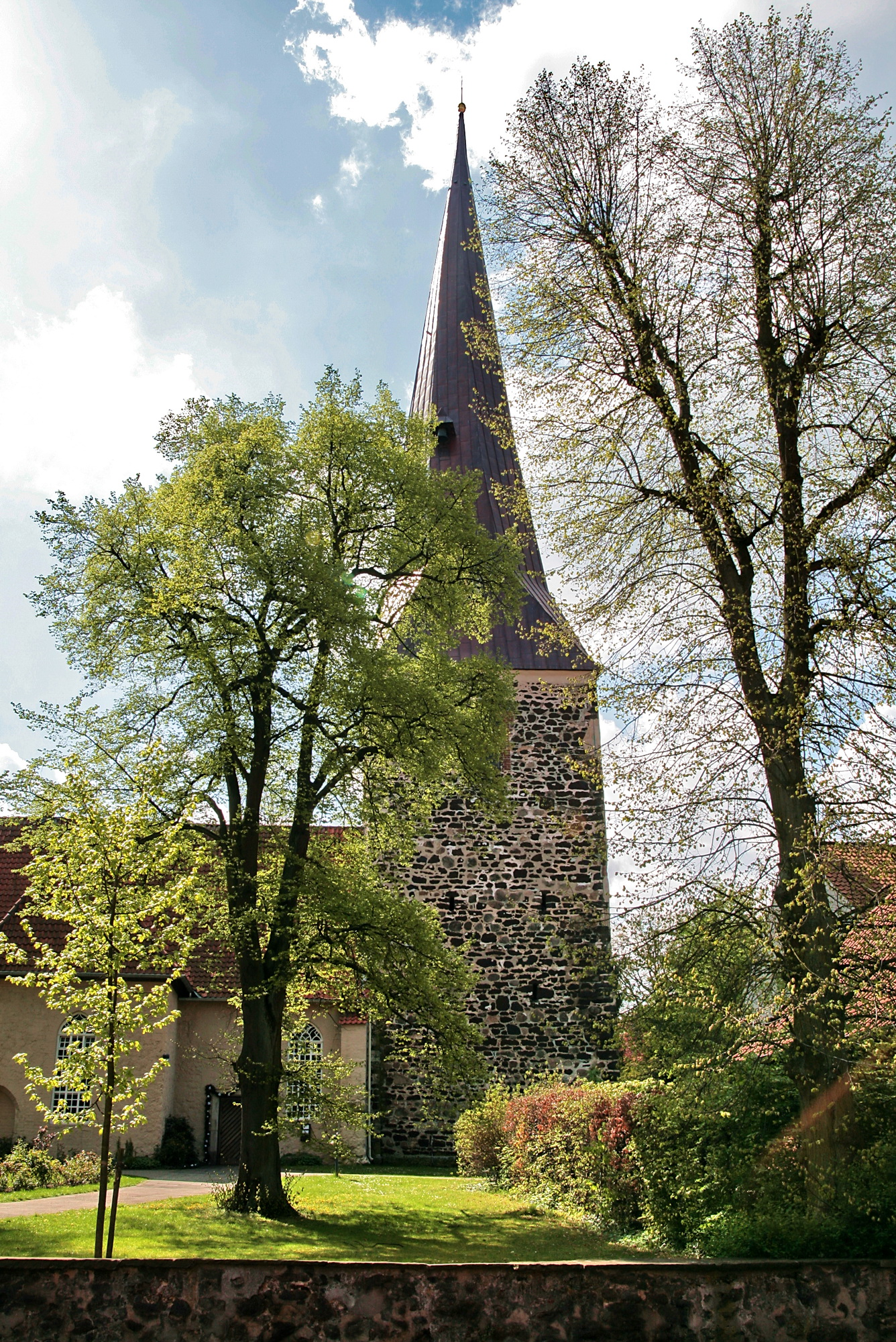
De gedraaide toren van de Sint-Petrikerk
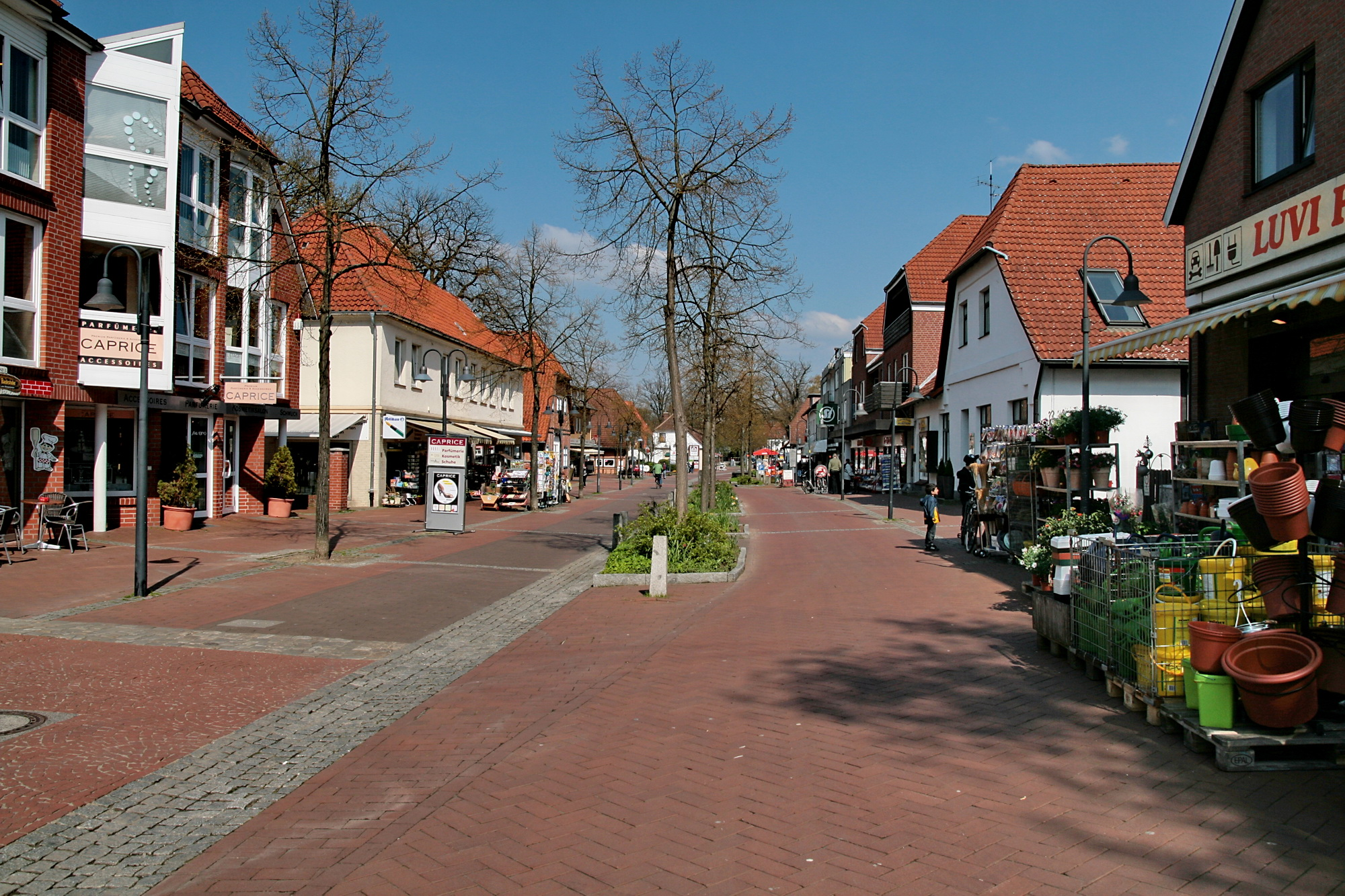
Winkelstraat te Großburgwedel
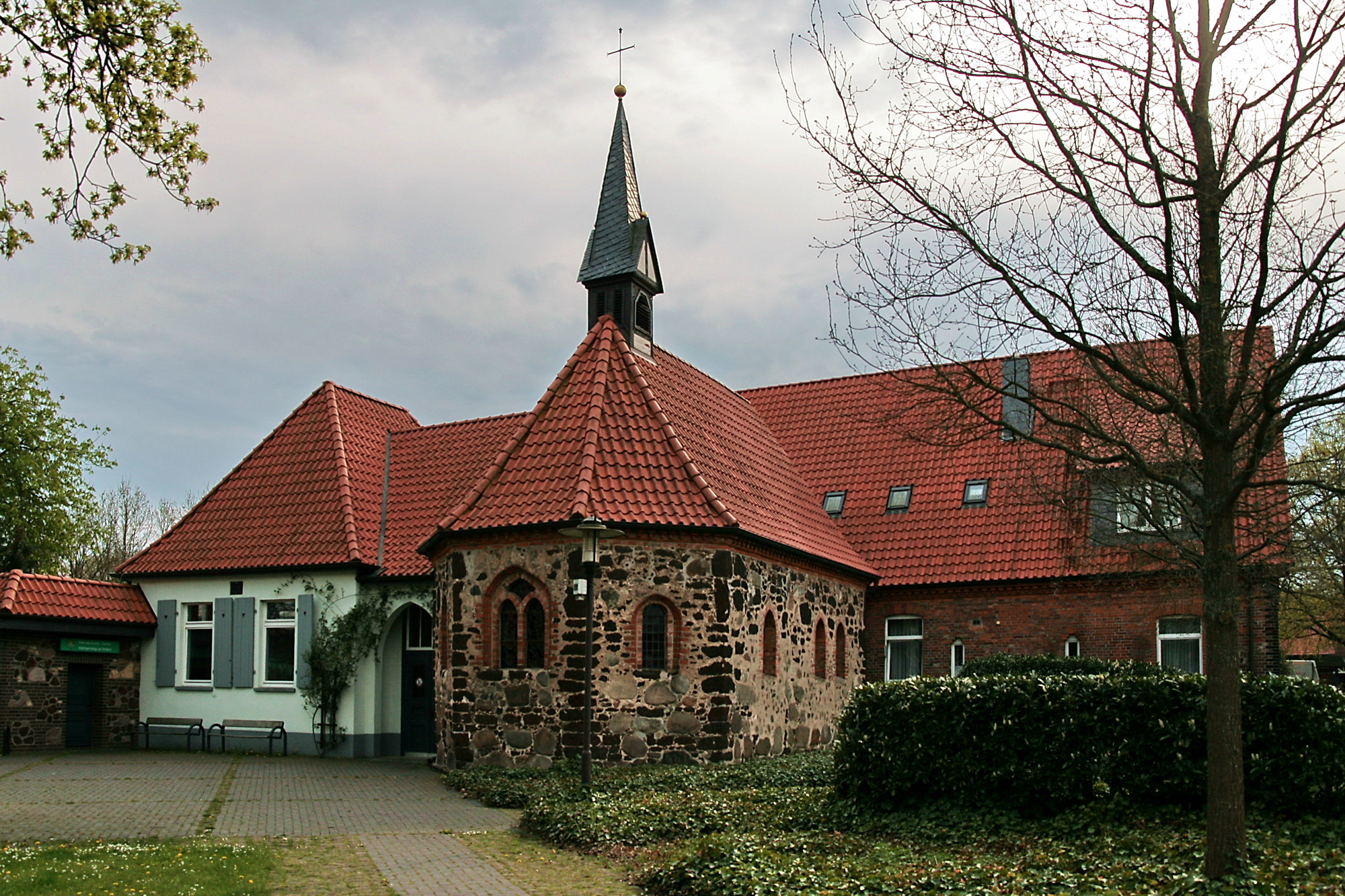
Engensen, 14e-eeuwse Sint-Marcuskapel
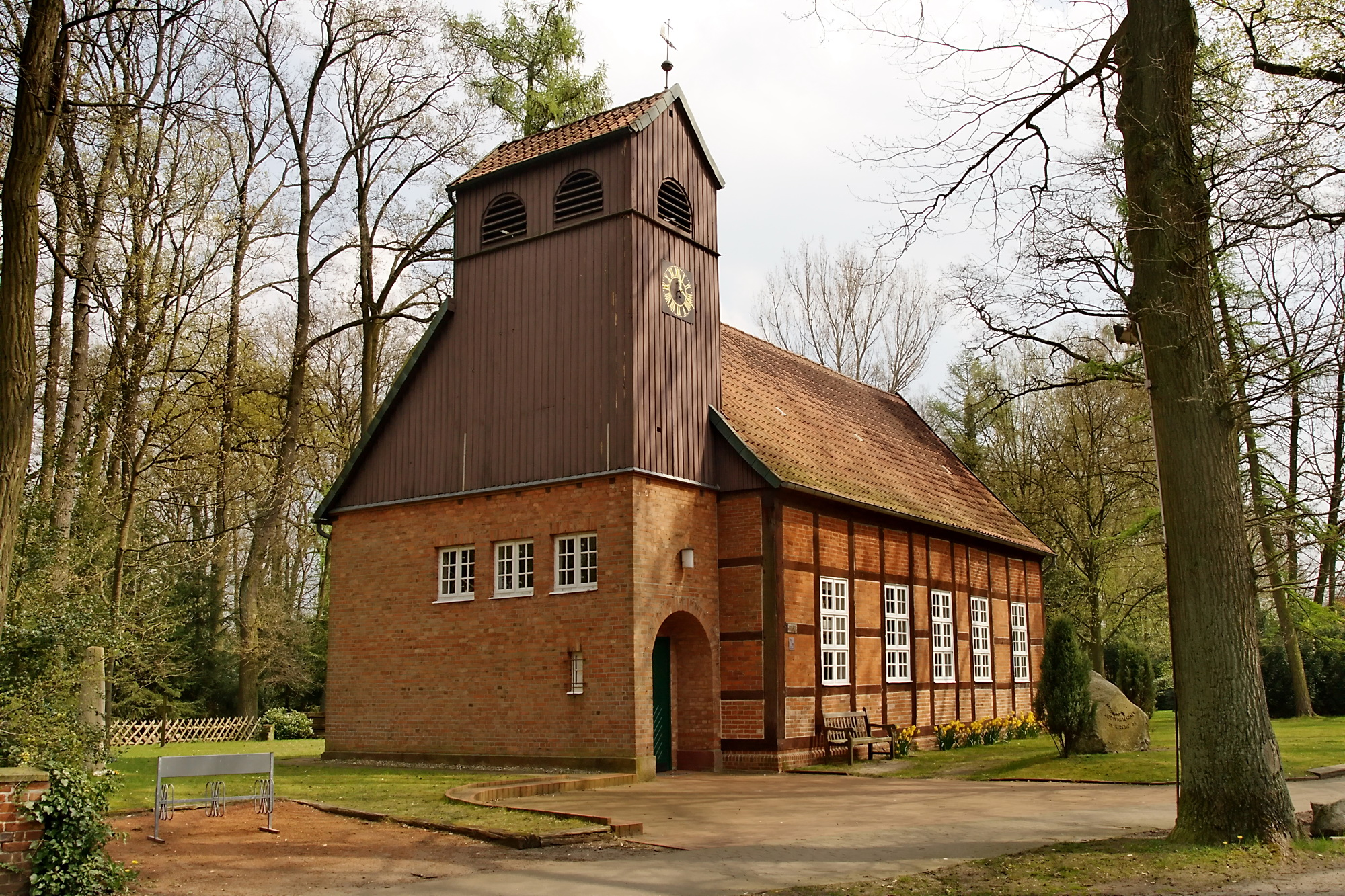
Fuhrberg, evang. lutherse kerk, genoemd naar de theoloog Ludwig Harms
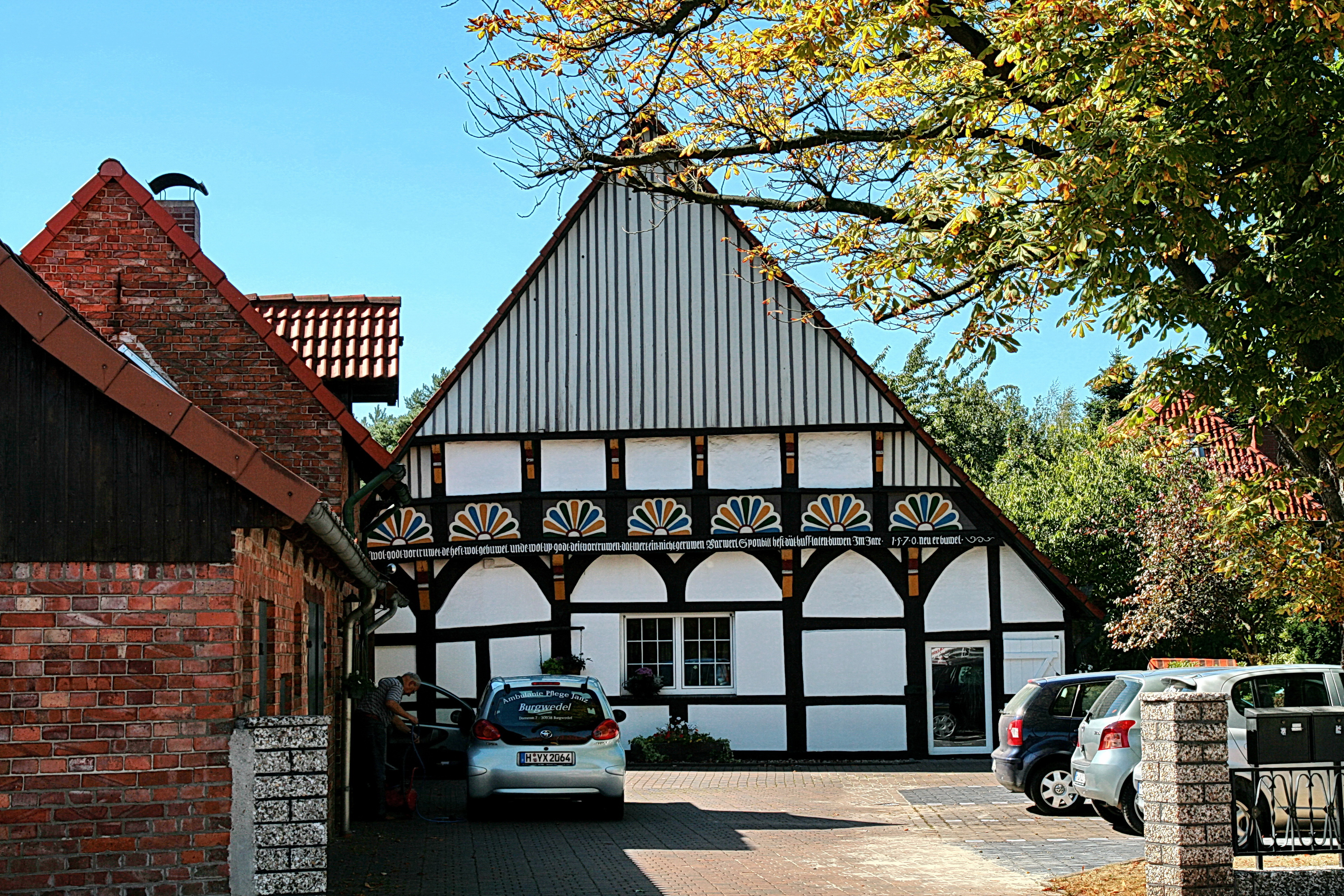
Vakwerkhuis uit 1570 te Großburgwedel
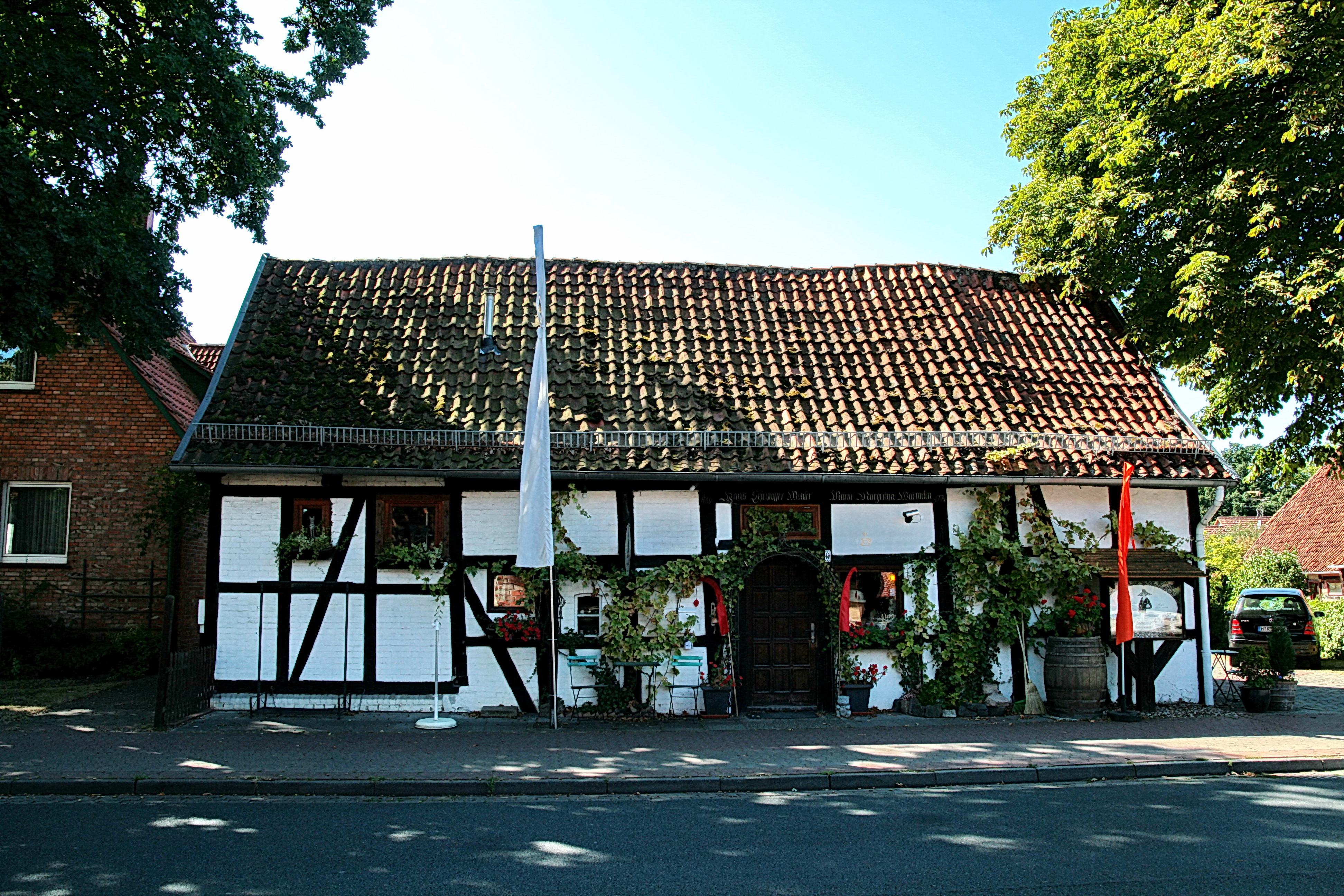
Vakwerkhuis uit 1774 te Großburgwedel
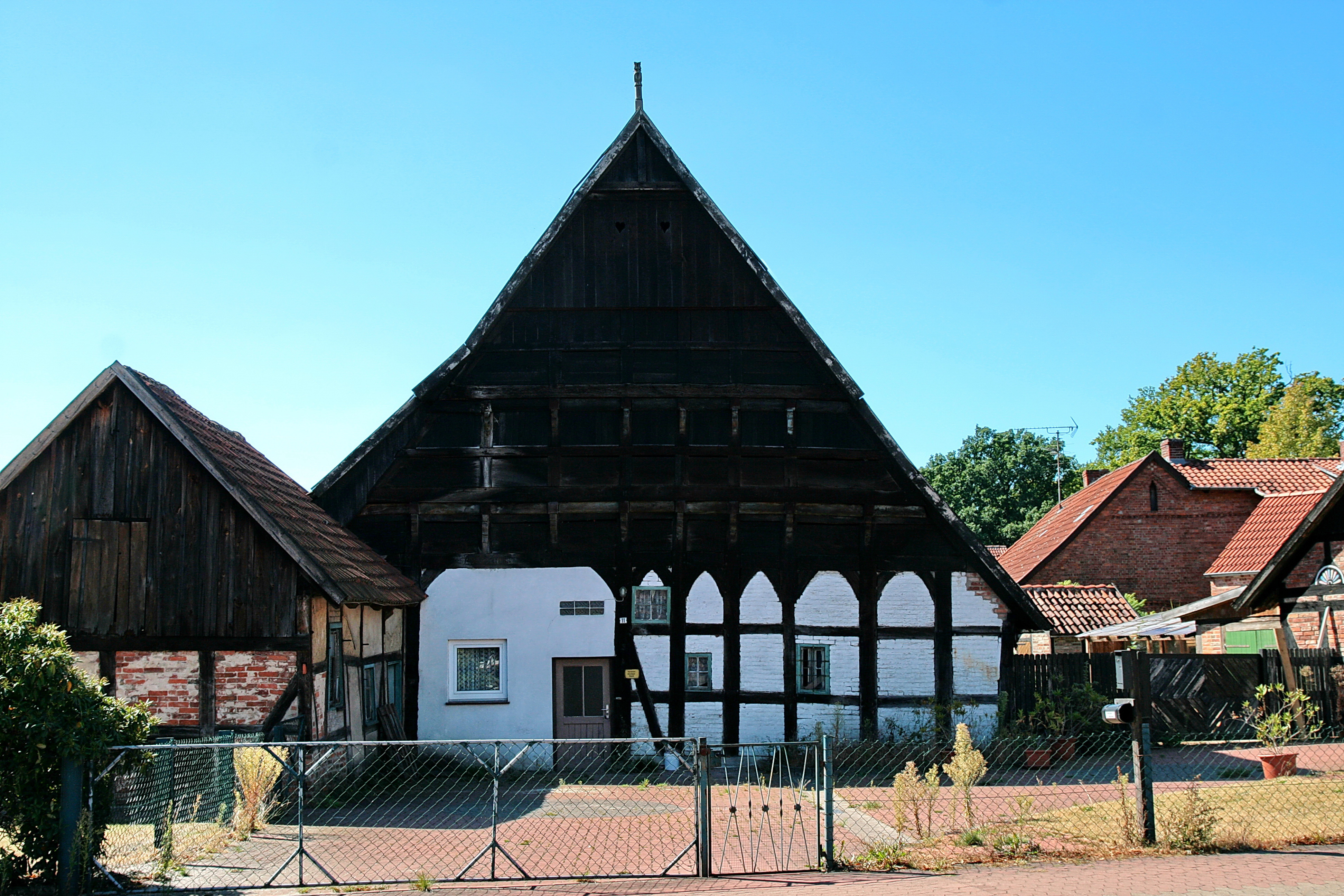
Vakwerkhuis te Großburgwedel
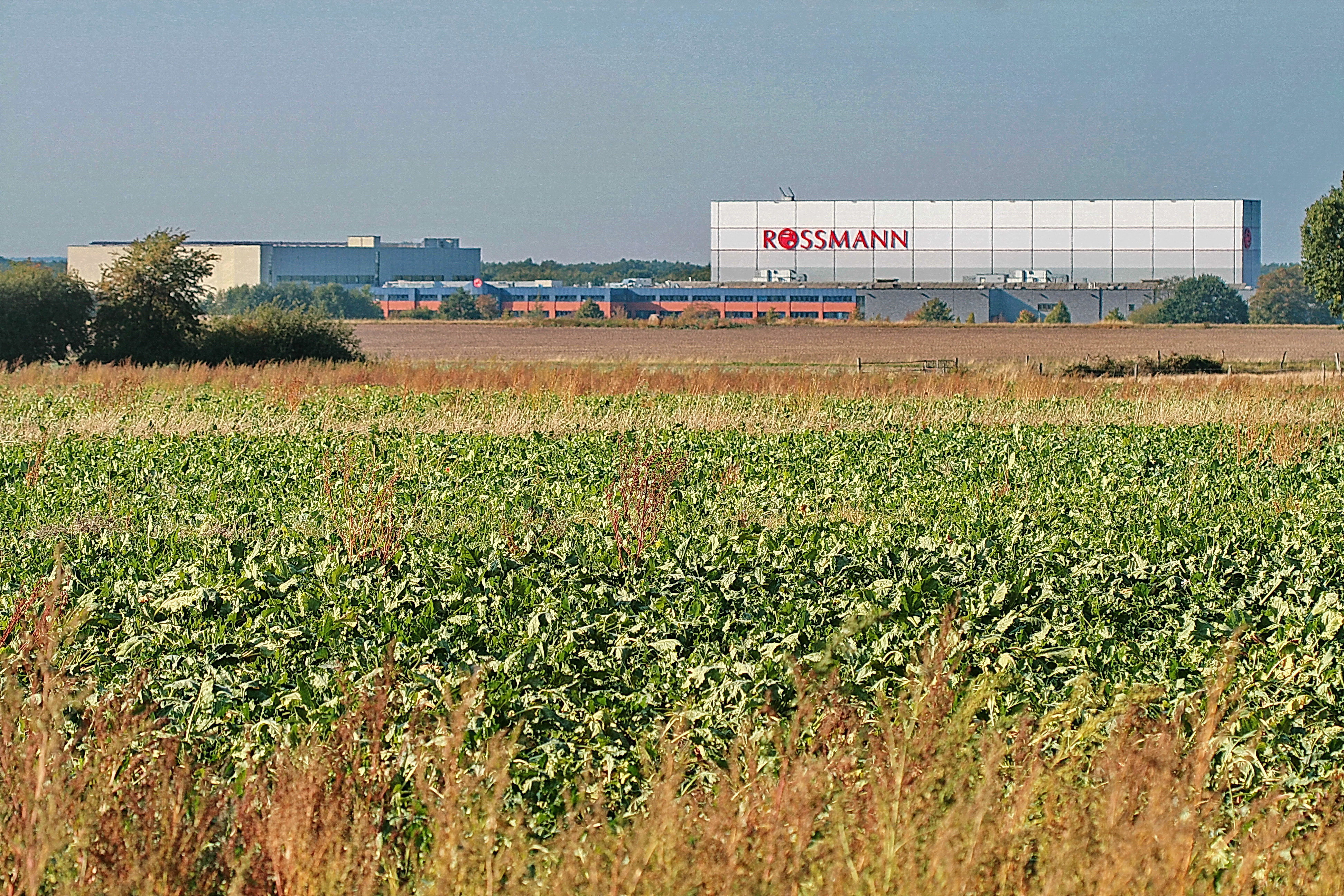
Hoofdkantoor drogisterijketen Rossmann
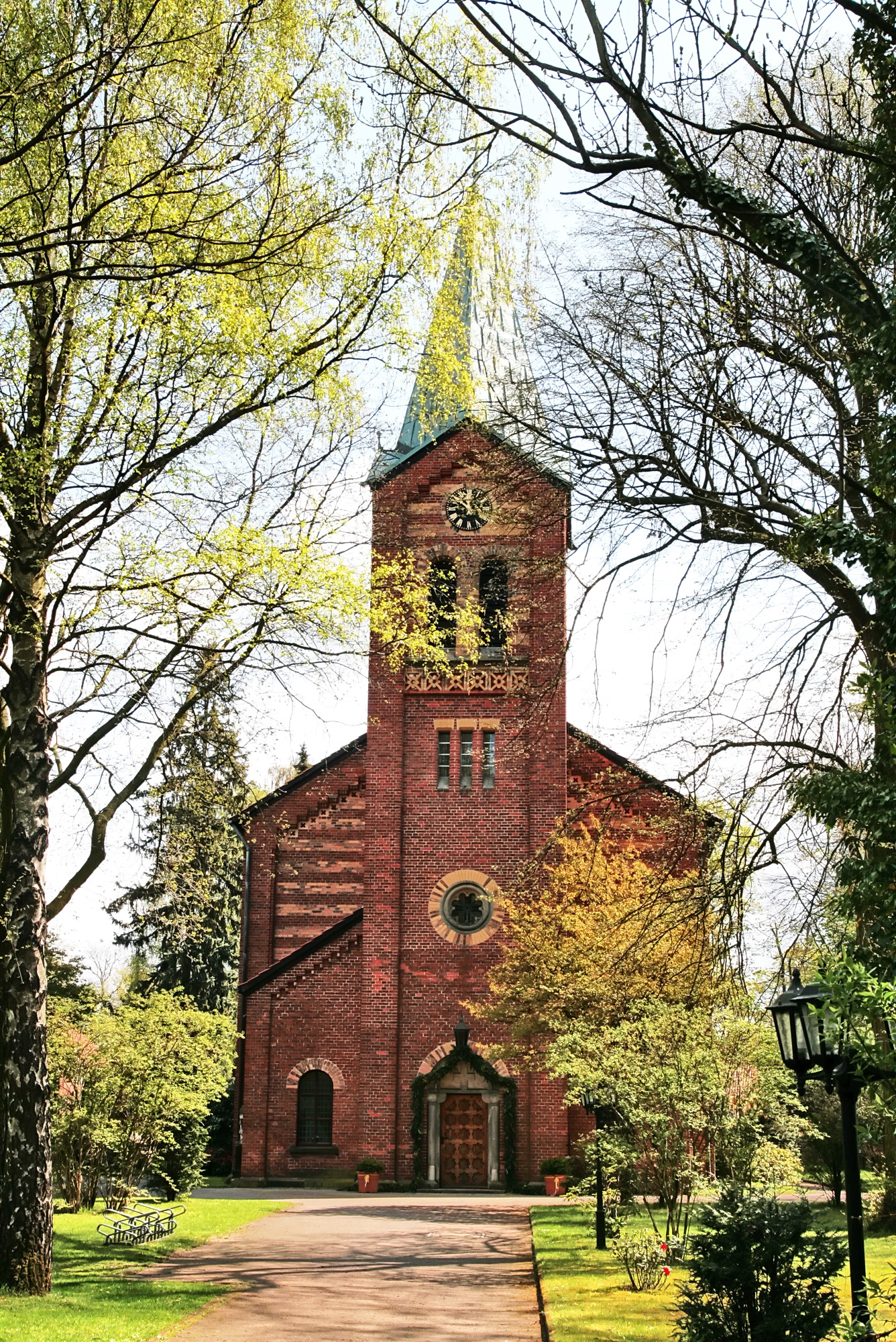
St. Marcuskerk (1855), Wettmar

## Belangrijke personen in relatie tot de gemeente
- Bettina Zimmermann (geboren te Burgwedel op 31 maart 1975), actrice, model en stemacteur.
- Valmir Sulejmani (geboren te Großburgwedel op 1 februari 1996), Kosovaars-Duits voetballer

- Gemeinsame Normdatei: 4088688-8
- International Standard Name Identifier: 0000 0004 1789 7416
- Library of Congress Control Number: n89119195
- MusicBrainz: da3332fd-2245-4a29-a847-2c4c505c0695
- Nationale Bibliotheek van Israël: 987007567571805171
- Virtual International Authority File: 132645013
- WorldCat: E39PBJyMmcM76GDyrtf6YK9v73

Barsinghausen ·
Burgdorf ·
Burgwedel ·
Garbsen ·
Gehrden ·
Hannover ·
Hemmingen ·
Isernhagen ·
Laatzen ·
Langenhagen ·
Lehrte ·
Neustadt am Rübenberge ·
Pattensen ·
Ronnenberg ·
Seelze ·
Sehnde ·
Springe ·
Uetze ·
Wedemark ·
Wennigsen (Deister) ·
Wunstorf